# Elegy (gruppo musicale)
Gli Elegy sono una band metal olandese.

## Storia degli Elegy
Con la pubblicazione dei primi due dischi, Labyrinth of Dreams (1992) e Supremacy (1994), gli Elegy possono essere considerati i pionieri di un sottogenere che ha avuto un vero "boom" nella seconda metà degli anni '90, contraddistinto dalla commistione dei caratteri del progressive metal con quelli del power metal. Facendo nascere, quindi, un genere del tutto nuovo: il Progressive Power Metal.

## Formazione

### Formazione attuale
- Ian Parry (voce, 1996- )
- Patrick Rondat (chitarra, 2000- )
- Martin Helmantel - (basso, 1986- )
- Joshua Dutrieux (tastiere, 2002- )
- Bart Bisseling (batteria, 2002- )

### Ex componenti
- Henk van der Laars - (chitarra, 1986-2000)
- Ed Warby - (batteria, 1989-94)
- Eduard Hovinga - (voce, 1989-95)
- Arno van Bussel - (chitarra, 1993-94)
- A.J.C. von der Stroom - (tastiere, 1992-95)
- Dirk Bruinenberg -  (batteria, 1994-2002)
- Gilbert Pot - (chitarra, 1994-95)
- G. Nager (tastiere, 1995-96)
- Chris Allister (tastiere, 1998)

## Discografia

### Album in studio
- 1992 – Labyrinth of Dreams
- 1994 – Supremacy
- 1995 – Lost
- 1997 – State of Mind
- 1998 – Manifestation of Fear
- 2000 – Forbidden Fruit
- 2002 – Principles of Pain

### EP
- 1996 – Primal Instinct